# Pinguicula sharpii
Pinguicula sharpii är en tätörtsväxtart som beskrevs av S.J. Casper och K. Kondo. Pinguicula sharpii ingår i släktet tätörter, och familjen tätörtsväxter. Inga underarter finns listade i Catalogue of Life.